# Testa del Claus
La Testa del Claus (2.889 m s.l.m.) è una montagna delle Alpi Marittime, situata tra Italia e Francia, fra la Testa Malinvern e la Cima del Prefouns.

## Caratteristiche
La montagna sorge sullo spartiacque principale tra Italia e Francia; dal versante italiano, si trova nel territorio della valle Gesso, nel comune di Valdieri. È idealmente delimitata dal passo delle Portette (2557 m) a sud-est e dalla bassa della Lausa a nord-ovest.
Il nome sembra derivare dal fatto che la montagna chiude perentoriamente la vallata sottostante (dal latino clausus).
Dal punto di vista geologico, è composta da rocce granitiche.

## Ascensione alla vetta
La via di salita più facile si origina poco più in basso della Bassa del Druos, facilmente raggiungibile sia dal lato francese (Isola 2000), sia da quello italiano (Rifugio Questa). Da quest'ultimo versante si può pervenire direttamente al colle detritico della Bassa della Lausa (2.639 m). La vetta si guadagna dapprima su sentiero, traversando in orizzontale un pendio molto brullo segnalato con qualche ometto, quindi per un canale roccioso di II grado che permette di sbucare sulla cresta che in breve conduce al pendio detritico finale. L'itinerario è di tipo alpinistico, con difficoltà F+.
Sulla vetta è presente un semplice ometto di pietre.

### Cartografia
- Cartografia ufficiale dell'Istituto Geografico Militare in scala 1:25.000 e 1:100.000, consultabile on line
- Sistema Informativo Territoriale della provincia di Cuneo, su base cartografica 1:10.000
- Istituto Geografico Centrale - Carte dei sentieri 1:50.000 n.8 "Alpi Marittime e Liguri" e 1:25.000 n. 113 "Parco naturale dell'Argentera"